# Crim de Patraix
El crim de Patraix fa referència a l'assassinat d'Antonio Navarro Cerdán, un home de 35 anys i natural de Novelda (Alacant). El crim va ocórrer al garatge del número 18 del carrer de Calamocha al barri de Patraix (València) el 16 d'agost de 2017.

## Fets
El cos sense vida de l'enginyer Antonio Navarro Cerdán fou trobat en decúbit pron en un garatge del carrer Calamocha del barri de Patraix. Descartat el mòbil del robatori, la policia centrà les seves investigacions en l'entorn de la víctima. Els agents del Grup d'homicidis de la policia  Nacional de València consideraren que l'autor o els autors del crim van estar esperant-lo en el garatge. El 8 de novembre de 2017 la policia intervení una conversa entre els dos sospitosos, la seva vídua María Jesús Moreno Cantó, també coneguda com "Maje" i infermera de professió, i un dels seus companys de feina, Salvador Rodrigo Lapiedra. El 12 de gener de 2018 foren detinguts sota acusació d'assassinat. El 18 de gener es trobà l'arma del crim, després de la declaració de l'assassí confés, qui portà als agents al pou de la seva finca de Riba-roja, on hauria sigut llançada. L'arma, un ganivet, havia sigut comprada en una ferreteria del carrer Lleida. L'enginyer era titular de diverses assegurances de vida i accidents, que la vídua hauria començat a gestionar els cobraments. Aquest, juntament amb l'herència i la pensió de viduïtat són els tres indicis que sustenten la hipòtesi del mòbil econòmic per al crim. Durant el temps de presó provisional dels dos sospitosos i abans de celebrar-se el judici, van intentar, mitjançant la correspondència epistolar que sabien que estava intervinguda, fer creure l'únic autor del crim havia sigut Salvador Rodrigo.

## Procés judicial
El judici es va celebrar el 2020 a l'Audiència Provincial de València. El tribunal dictà sentència el 16 de novembre de 2020. El sentit de la dispositiva fou condemnatori. Maria Jesús Moreno Cantó va ser condemnada com a autora responsable d'un delicte consumat d'assassinat amb alevosia (article 139.1.1a del Codi Penal) amb la circumstància d'agreujant de parentesc (article 23 del Codi Penal) a la pensa de 22 anys de presó. Salvador Rodrigo Lapiedra fou condemnat com autor responsable de delicte consumat d'assassinat amb alevosia (article 139.1.1a del Codi Penal) amb l'atenuant analògica de col·laboració amb la justícia (article 21.4a del Codi Penal) a la pena de 17 anys de presó.
La sentència es va recórrer i la Sala de lo Civil y Penal del Tribunal Superior de Justicia de la Comunitat Valenciana (TSJCV) confirmà íntegrament les condemnes de 22 i 17 anys de presó.

## En la cultura popular
El cas fou abordat en dos programes del programa L'hora fosca, emès el 2021 al canal autonòmic valencià À Punt. A escala nacional el cas també va tenir cobertura mediàtica, siguent tractat al programa Equipo de investigación de La Sexta.
El 2025 s'estrenà a Netflix la pel·lícula La viuda negra, protagonitzada per Ivana Baquero.